# NGC 3301
NGC 3301 este o galaxie lenticulară situată în constelația Leul. A fost descoperită în 12 martie 1784 de către William Herschel. Se află la o distanță de 22,8 de megaparseci de Pământ.